# Woolhope
Woolhope – wieś w Anglii, w hrabstwie Herefordshire. Leży 12 km na południowy wschód od miasta Hereford i 178 km na zachód od Londynu.